# Dracula AD 1972
Dracula A.D. 1972 is een Britse horrorfilm uit 1972, geproduceerd door Hammer Film Productions en geregisseerd door Alan Gibson. De hoofdrollen worden vertolkt door Christopher Lee, Peter Cushing en Stephanie Beacham.
Het is de zevende van de Dracula-films van Hammer. In tegenstelling tot de vorige films speelt het verhaal zich af in het heden (1972). Christopher Lee vertolkt voor de zesde keer op rij de rol van Graaf Dracula.

## Verhaal
De film begint met een proloog die zich afspeelt in 1872. Dracula vecht het uit met zijn vijand, Lawrence Van Helsing op het dak van een koets. De koets verongelukt en Dracula wordt gespietst aan een van de wielen. Van Helsing sterft aan zijn verwondingen. Een van Dracula’s volgelingen begraaft het stoffelijk overschot van de graaf vlak naast het lichaam van Van Helsing bij de St Bartolph’s kerk.
Het verhaal verplaatst zich vervolgens naar 100 jaar in de toekomst. De kijker wordt geïntroduceerd aan een groep hippies. Een van hen is Jessica Van Helsing, een nakomeling van Dracula’s aartsvijand en net als haar voorouder een expert op het gebied van het occultisme. Een ander lid van de groep is Johnny Alucard, een man die sprekend lijkt op de volgeling van Dracula die in de proloog te zien was. Alucard haalt Jessica en de anderen over om een ceremonie bij te wonen in de nu verlaten St Bartolph's. Hij gebruikt een van de hippies genaamd Laura Bellows voor een bloederig ritueel waarmee hij Dracula weer tot leven brengt. De graaf doodt Laura, terwijl de rest van de groep wegvlucht uit de kerk.
De politie vindt Laura’s lichaam, dat geheel van alle bloed is ontdaan. Inspecteur Murray begint een onderzoek. Hij ondervraagt onder andere Lorrimer Van Helsing, Jessica’s grootvader. Die herkent Laura’s situatie als het werk van een vampier. Wanneer hij concludeert dat Johnny’s achternaam in feite de naam “Dracula” is, maar dan achterstevoren gespeld, beseft hij dat Johnny een van Dracula’s handlangers is.
Ondertussen lokt Johnny nog een van Jessica’s vriendinnen, Gaynor Keating, naar St Bartolph’s, alwaar Dracula haar doodt. Alucard wordt zelf ook een vampier. De vampier-Alucard verandert Jessica’s vriend Bob eveneens in een vampier. Bob neemt Jessica mee naar een café, alwaar hij en Alucard haar vangen en meenemen naar Dracula.
Lorrimer ontdekt Jessica’s verdwijning, spoort Alucard op, en vernietigt hem. Vervolgens vindt hij in St Bartolph’s Bobs dode lichaam met daarnaast Jessica, die in een soort trance verkeert. Dracula komt tevoorschijn en onthult zijn plan: hij zal wraak nemen op de Van Helsings door Jessica in een vampier te veranderen. Lorrimer zet een val voor Dracula, en na een worsteling slaagt hij erin de graaf met een staak te doorboren. Vervolgens redt hij Jessica.

## Rolverdeling
| Acteur             | Personage                                 |
| ------------------ | ----------------------------------------- |
| Christopher Lee    | Graaf Dracula                             |
| Peter Cushing      | Lorrimer Van Helsing/Lawrence Van Helsing |
| Stephanie Beacham  | Jessica Van Helsing                       |
| Christopher Neame  | Johnny Alucard                            |
| Michael Coles      | Inspecteur Murray                         |
| Marsha Hunt        | Gaynor Keating                            |
| Caroline Munro     | Laura Bellows                             |
| Janet Key          | Anna Bryant                               |
| William Ellis      | Joe Mitcham                               |
| Philip Miller      | Bob                                       |
| Michael Kitchen    | Greg                                      |
| David Andrews      | Detective Sergeant                        |
| Lally Bowers       | Matronesfeest gastvrouw                   |
| Constance Luttrell | Mrs. Donnelly                             |
| Michael Daly       | Charles                                   |
| Artro Morris       | Police Surgeon                            |
| Jo Richardson      | Huilende matrone                          |
| Penny Brahms       | Hippie meisje                             |
| Flanagan           | Go Go Dancer (onvermeld)                  |
| Brian John Smith   | Hippie jongen                             |
| Stoneground        | Zichzelf                                  |

## Achtergrond

### Productie
Na het succes van de vampierfilm Count Yorga, Vampire, die zich eveneens afspeelde in het heden, vroeg Warner Bros Hammer om twee Dracula-films te maken die zich ook af zouden spelen in het heden. Dit werden Dracula A.D. 1972 en The Satanic Rites of Dracula. De productie van Dracula A.D. 1972 begon in september 1971 onder de werktitel Dracula Today. Opnames vonden plaats in Chelsea en Hertfordshire. De film haalde inspiratie uit de gebeurtenissen rondom de Highgate Vampire-zaak.
In beide films speelden zowel Christopher Lee als Peter Cushing mee. Beide films vertonen ook geen connecties met de verhaallijn uit de voorgaande Dracula-films. De eerste Dracula-film van Hammer speelde zich af in de jaren 80 van de 19e eeuw, terwijl de proloog van deze film zich afspeelt in 1872.

### Filmmuziek
De muziek van de film werd gecomponeerd door Mike Vickers, een voormalig lid van Manfred Mann. De muziek heeft een funky blaxploitation-stijl die aansluit op de jaren zeventig van de 20e eeuw, waarin de film zich afspeelt. De muziek zelf is nooit commercieel uitgebracht behalve het intronummer. Deze staat op de Hammer Film Music Collection Vol. 2 CD.
De film bevat ook twee nummers van de band Stoneground: 'Alligator Man' en 'You Better Come Through.